# Артыкбаев, Чакпак
Чакпак Артыкбаев (1905, а. № 2 (Ченгельды), Шибинская волость, Казалинский уезд, Сырдарьинская область, Российская империя — 1986, Алма-Ата, Казахская ССР, СССР) — советский казахский государственный и партийный деятель. Первый секретарь Алма-Атинского обкома КП(б) Казахстана (1937—1938). Депутат Верховного Совета СССР I созыва. Член Бюро ЦК КП(б) Казахстана (1937—1938).

## Биография
Родился в казахской семье. В 1918—1922 годах — воспитанник школы-интерната поселка Камышлы-Баш Сырдарьинской губернии, курсант педагогических курсов в городе Казалинск, слушатель Киргизского института просвещения в Ташкенте. В 1920 году вступил в комсомол. В январе — августе 1923 г. — весовщик частного заготовителя рыбы Мамонтова в поселке Камышлы-Баш Амударьинской области, секретарь комсомольской ячейки поселка Камышлы-Баш.
В сентябре 1923 — июне 1924 г. — студент Коммунистического университета имени Ленина в Ташкенте.
В июне 1924 — марте 1925 г. — заведующий отделом политического просвещения и секретарь Алма-Атинского уездного комитета комсомола. В апреле — октябре 1925 г. — заведующий экономического отдела Джетысуйского губернского комитета комсомола (ВЛКСМ). В октябре 1925 — январе 1926 г. — секретарь Талды-Курганского уездного комитета ВЛКСМ. В феврале 1926 — декабре 1927 г. — секретарь Джетысуйского губернского комитета комсомола (ВЛКСМ) в городе Алма-Аты.
Член ВКП(б) с ноября 1926 года.
В январе 1928 — июне 1929 г. — председатель Краевого бюро пионеров Казахского краевого комитета ВЛКСМ в городе Кзыл-Орде.
В июле 1929 — марте 1933 г. — студент Московского торгово-товароведческого плодовоягодного института Центросоюза, окончил три курса.
В апреле — ноябре 1933 г. — заведующий организационно-массового сектора Аральского рыбосоюза в городе Аральске Кзыл-Ординской области. В декабре 1933 — январе 1934 г. — заведующий сектором партийных кадров Актюбинского областного комитета ВКП(б).
В январе — сентябре 1934 г. — 1-й секретарь Актюбинского областного комитета комсомола.
В сентябре 1934 — апреле 1937 г. — заведующий отделом руководящих партийных органов Казахского краевого комитета ВКП(б). В апреле — сентябре 1937 г. — заведующий советско-торгового отдела ЦК КП(б) Казахстана.
В сентябре 1937 — апреле 1938 г. — 1-й секретарь Алма-Атинского областного комитета КП(б) Казахстана.
В апреле — июне 1938 г. — народный комиссар легкой промышленности Казахской ССР.
28 июня 1938 года арестован органами НКВД Казахской ССР, исключен из членов ВКП(б). 26 октября 1940 года осужден на 8 лет заключения в исправительно-трудовых лагерях (ИТЛ). Наказание отбывал с декабря 1940 до февраля 1947 года в Канском исправительно-трудовом лагере МВД СССР Красноярского края. В феврале 1947 — январе 1948 г. — агротехника Сибирского строительно-монтажного управления в Канске. В январе — мае 1948 г. — не работал по болезни, проживал в городе Чимкенте Казахской ССР.
В 1948 году был арестован органами МВД Казахской ССР и выслан на спецпоселение. В июне 1948 — июне 1955 г. — агроном, начальник производственного участка по борьбе с сельскохозяйственными вредителями плодоягодных культур в поселке Искандер Бостандыкского района Южно-Казахстанской области.
5 ноября 1954 года реабилитирован, затем восстановлен в членах КПСС. В июне — декабре 1955 г. — не работал, проживал в городе Чимкенте Казахской ССР. В декабре 1955 — сентябре 1956 г. — председатель строительного комитета Строительно-монтажного управления № 4 в городе Чимкенте.
В октябре 1956 — сентябре 1958 г. — начальник Алма-Атинского областного издательства (управление печати и полиграфической продукции) при управления культуры Алма-Атинского облисполкома.
С сентября 1958 г. — на пенсии, с мая 1962 года — персональный пенсионер союзного значения в городе Алма-Ате, где и умер в сентябре 1986 года.

### Политическая деятельность
Был избран депутатом Верховного Совета СССР 1-го созыва от Казахской ССР в Совет Национальностей в результате выборов 12 декабря 1937 года.